# Kaple Nejsvětější Trojice (Maršíkov)
Kaple Nejsvětější Trojice je sakrální stavba vybudovaná jihovýchodně od Maršíkova, části Velkých Losin na severu Olomouckého kraje. Poprvé je dřevěná kaple zmiňována v těchto místech roku 1717. Po téměř 75 letech, roku 1791, ji nahradila zděná stavba, kterou maršíkovský rychtář Nikl Hampel zbudoval přímo u zdejšího pramene. V roce 1855 ovšem byla stržena a došlo k výstavbě kaple nové, na které roku 2001 proběhla rekonstrukce. O deset let později (2011) ji restituovaly Lesy České republiky a zahájily její rekonstrukci v rámci Programu 2020. Ten se snaží přispět k rozvoji lesů v České republice.